# Domkerk van Turku
De Dom van Turku (Fins Turun tuomiokirkko, Zweeds: Åbo domkyrka) is de enige middeleeuwse kathedraal in Finland. Het kerkgebouw, dat in het centrum van de Zuid-Finse stad Turku aan de rivier Aurajoki ligt, is sinds de wijding tot domkerk in het jaar 1300 de zetel van de aartsbisschop van Turku en bovendien de moederkerk van de Evangelisch-Lutherse Kerk van Finland. De dom wordt beschouwd als het nationale heiligdom van het land.

## Geschiedenis

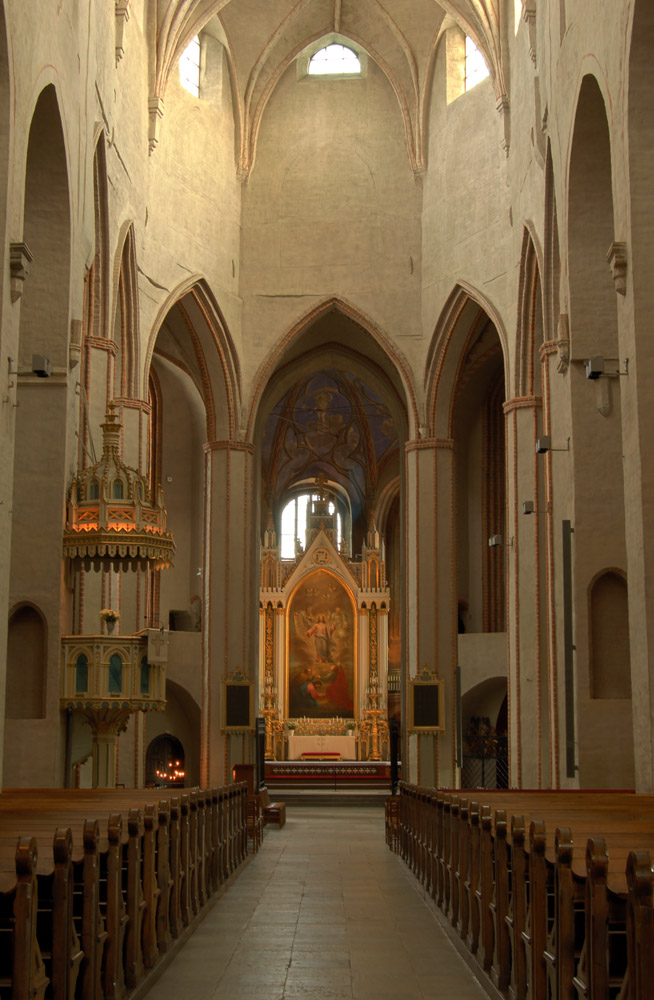
Kerkschip

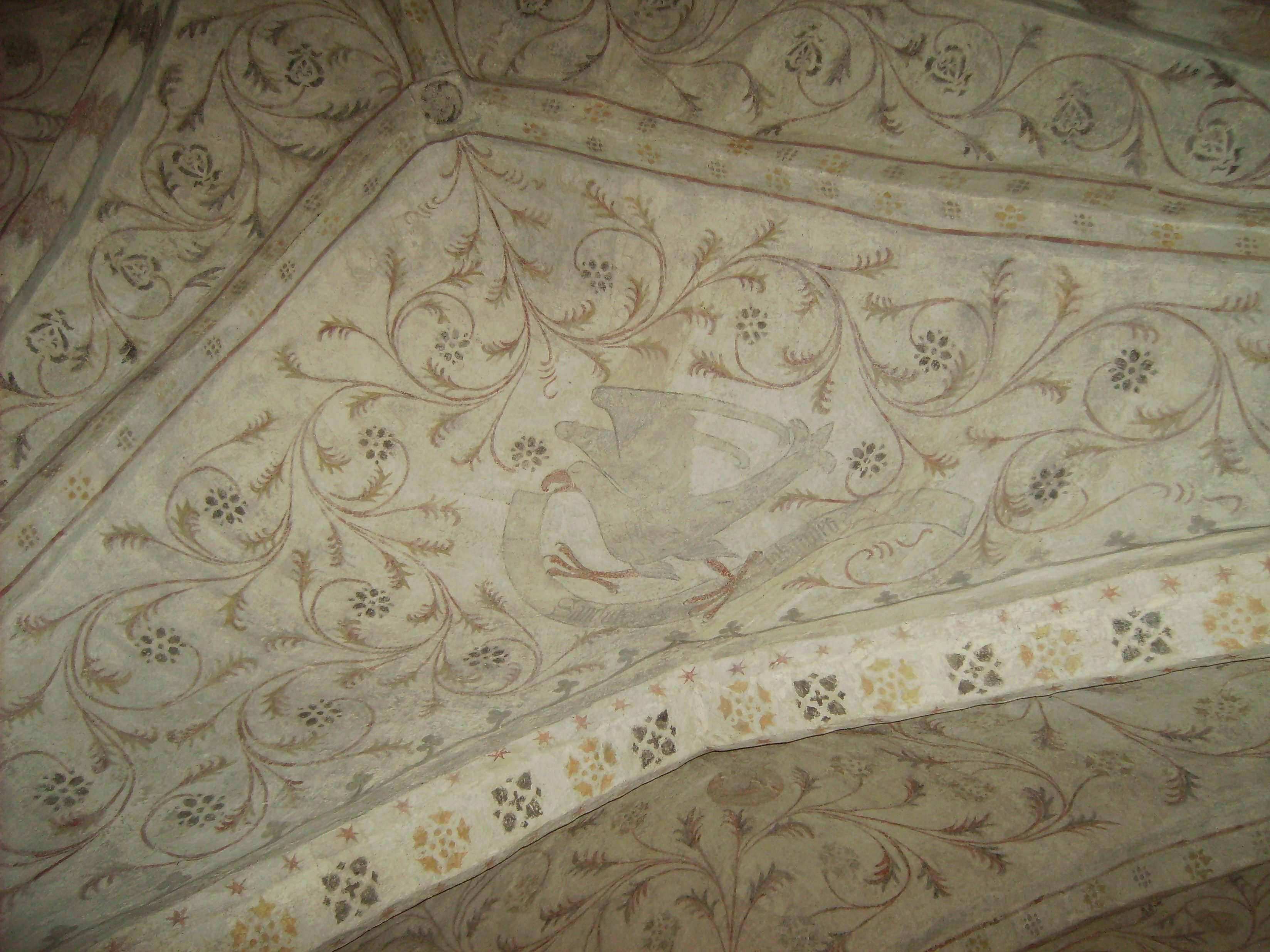
Middeleeuwse fresco's

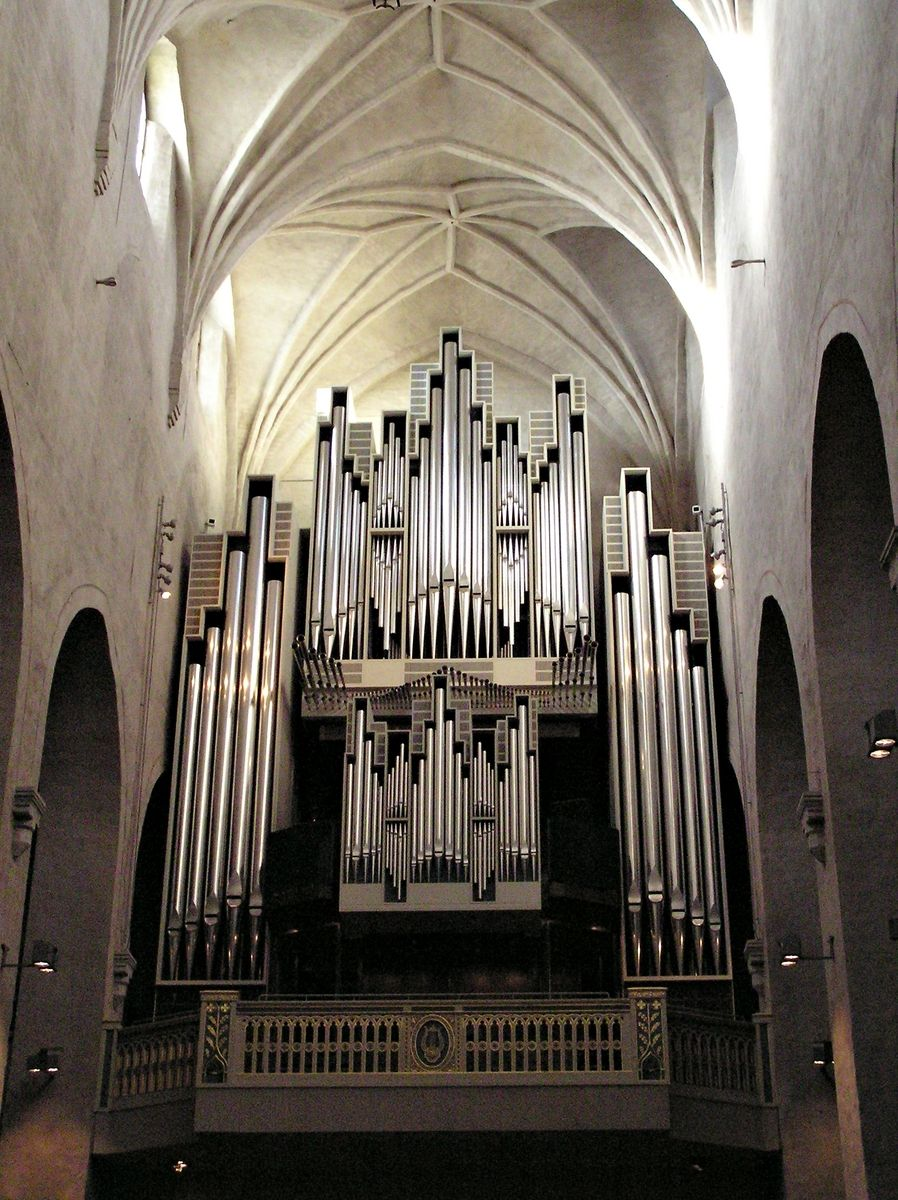
Orgel

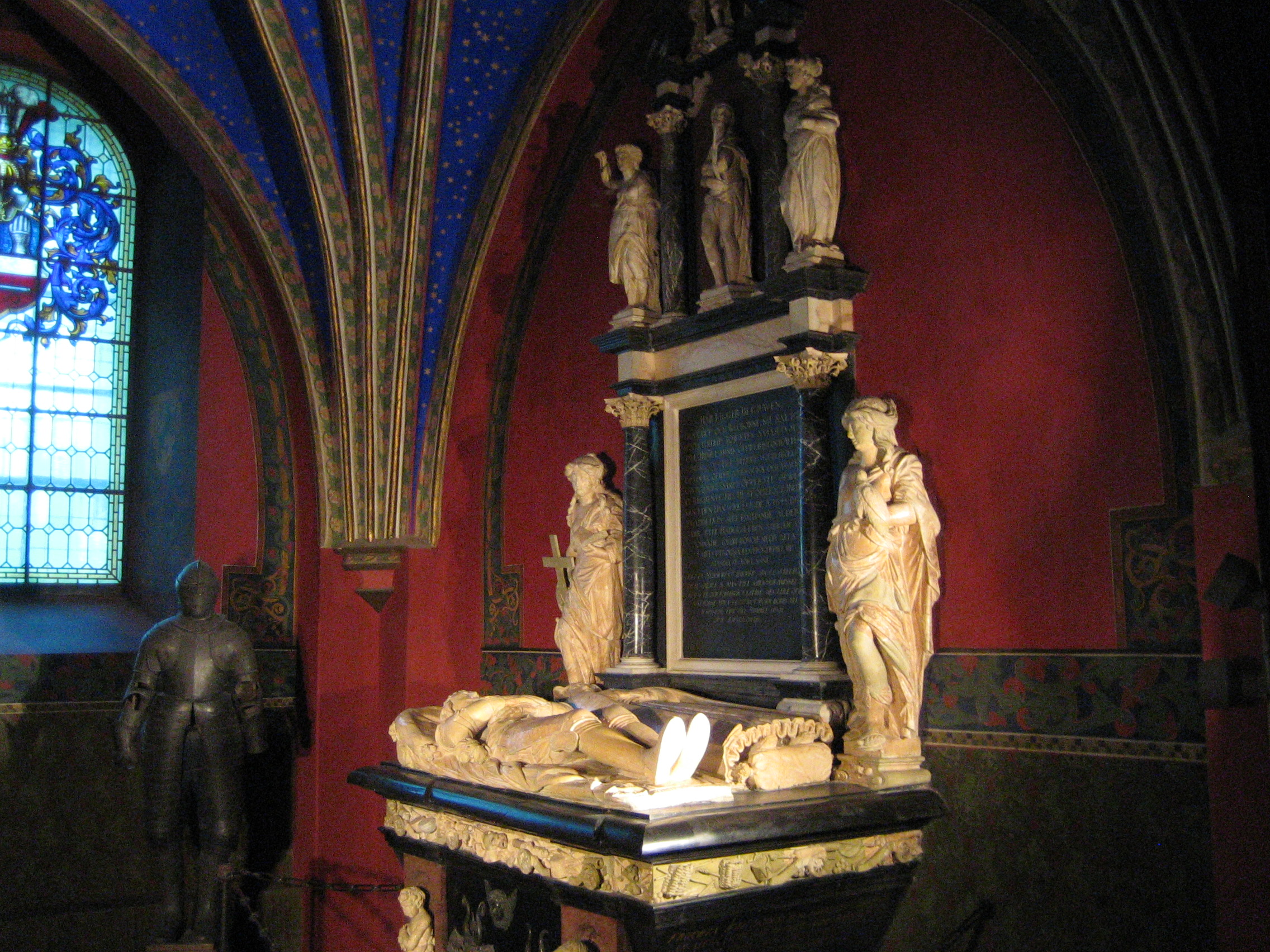
Praalgraf

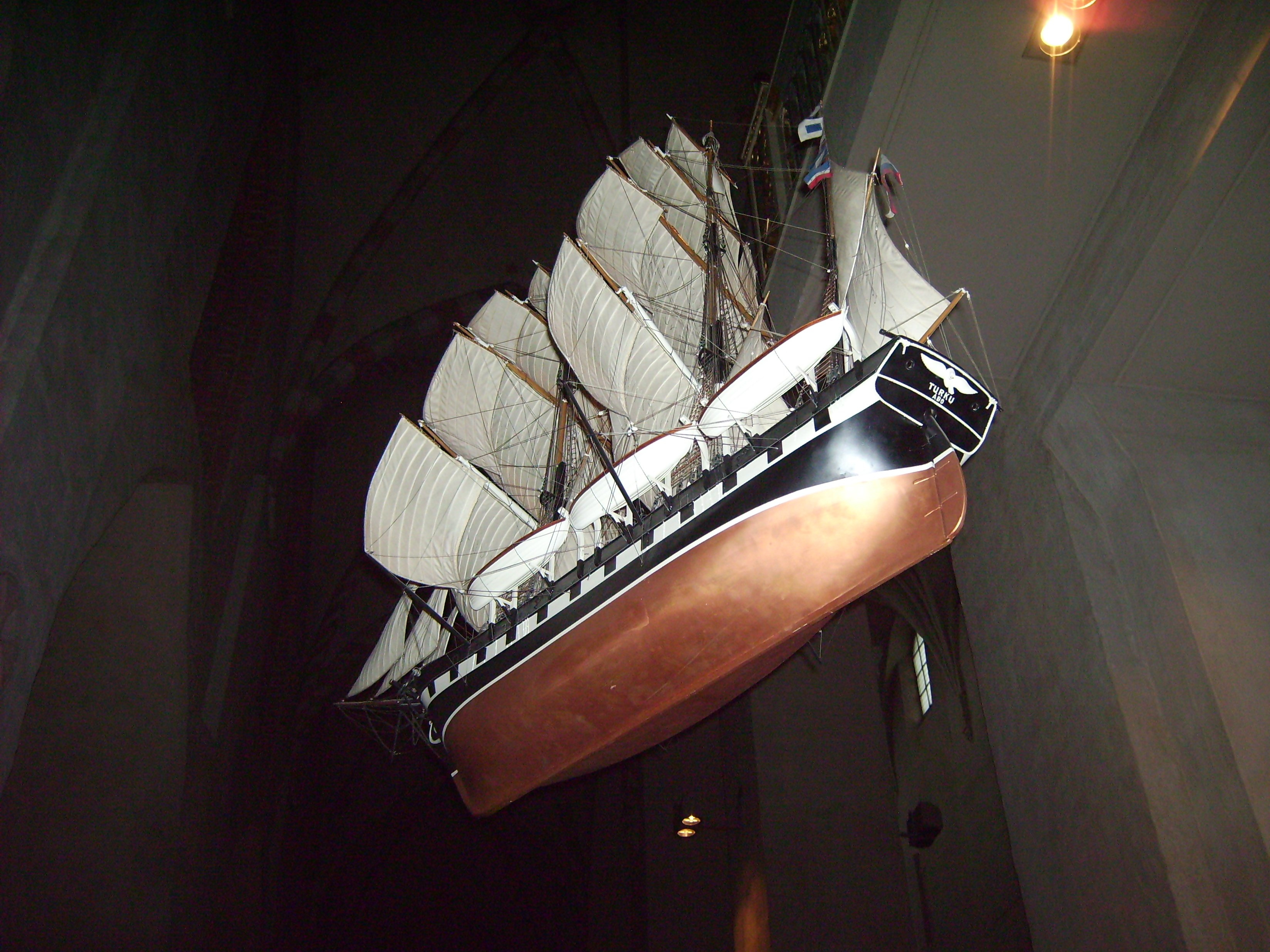
Votiefschip

Ongeveer rond 1230 werd op de Unikankare-heuvel een kleine houten kerk geobuwd, die aan de Heilige Maagd Maria werd gewijd. Toen Turku zich ontwikkelde tot een belangrijk handelscentrum, werd besloten de bisschopszetel, die sinds 1229 in Koroinen lag, te verplaatsen naar het centrum van de groeiende stad. De nieuwbouw vond plaats in baksteen en de kerk werd in 1300 ten slotte als kathedraal gewijd. Henrik, de eerste bisschop van Finland, werd samen met de moeder van Jezus tot patroonheilige van het gebouw gekozen.
In de volgende twee eeuwen vonden er talrijke verbouwingen en vergrotingen plaats, totdat de kathedraal in de 16e eeuw ongeveer de huidige vorm bereikte. Zo werd er in de 14e eeuw een nieuw koor aangebouwd, waarvan tegenwoordig de octagonale gotische zuilen in de altaarruimte getuigen. Het hoogaltaar kreeg een plaats tegenover de oostelijke zuilen van het hoofdschip, maar werd in de 17e eeuw nogmaals verplaatst. Langs de zuidelijke en noordelijke kant van het hoofdschip werden in de 15e eeuw talrijke zijkapellen toegevoegd: in totaal waren het tegen het einde van de middeleeuwen 42 in getal. Ze werden aan verschillende heiligen gewijd, waaronder twaalf vrouwelijke  (o.a. Maria Magdalena, Catharina van Alexandrië, Catharina van Siëna, Birgitta van  Zweden, Barbara van Nicomedië). Tegen het einde van de 15e eeuw werd ten slotte nog het dakgewelf tot de huidige hoogte van 24 meter verhoogd.
Een van de laatste grote katholieke gebeurtenissen vond plaats in 1514, toen bisschop Hemming werd zaliggesproken. Reeds had de lutherse leer een voet op de Noord-Europese bodem gezet en slechts enkele jaren later werd in Zweden (waartoe Finland behoorde) de reformatie voltrokken. Als gevolg daarvan werden de typisch katholieke tradities uit de domkerk verwijderd en het koor aangepast. De altaren van de zijkapellen werden niet meer gebruikt en de heiligenbeelden verdwenen naar de sacristie. Slechts het hoofdaltaar en de kansel mochten blijven staan, terwijl in de kerk houten zitbanken werden geplaatst. In 1554 werd Mikael Agricola de eerste protestantse bisschop van Turku. Een standbeeld voor de kathedraal herinnert aan deze bisschop.
Na de 16e eeuw vonden er geen grote veranderingen meer aan het gebouw plaats, alleen de toren dateert uit de nieuwe tijd. O.a.in 1681 moest de toren herhaaldelijk door brand opnieuw worden gebouwd. Toen de stad bij de grote stadsbrand van 1827 vrijwel geheel verwoestte, raakte ook de kathedraal zwaar beschadigd.. Bij de volgende herstelwerkzaamheden werd de toren voor een laatste keer herbouwd. Inclusief het 3,40 meter grote kruis bereikt de toren een hoogte van 85,53 meter. Ook het interieur werd geheel verwoest, met uitzondering echter van de sinds de reformatie in de sacristie opgeslagen heiligenbeelden uit de katholieke tijd. Het huidige interieur stamt daarom grotendeels uit de jaren 1830. De met de herbouw van de stad belaste architect Carl Ludwig Engel ontwierp het altaar en de kansel. De Zweed Fredric Westin schilderde in 1836 het altaarschilderij van Christus' opvaring ten hemel. De koorfresco's werden door Robert Wilhelm Ekman aangebracht.
De tot dusver laatste renovaties vonden in 1979 plaats. Daarbij werd de domkerk ook van moderne voorzieningen voorzien.
De 12-uur slag van de domklok wordt dagelijks op de Finse publieke radio gehoord. Voor het eerst gebeurde dit in de vervolgoorlog op 19 juni 1944, tijdens de beslissende slag aan de Karelische Landengte. Destijds riep Gerda Ryti, de echtgenote van president Risto Ryti, het Finse volk in een radiotoespraak op om voor het vaderland te bidden.

## Orgel
In de kerk worden orgelconcerten van internationale allure georganiseerd. De orgelspelers zijn veelal prominente Finse musici, maar ook wereldwijd bekende artiesten.
In 1980 werd een nieuw orgel met 75 registers in de kerk geplaatst. Het stamt van de Finse orgelbouwer Veikko Virtanen, die ook het orgel in de Temppeliaukio-kerk te Helsinki bouwde. Het huidige instrument bezit 82 registers op vier manuaalwerken, pedaalwerk en nog twee zelfstandige orgelwerken; het echowerk is aan het derde en het vierde manuaal vrij aan te koppelen, de Trompeteria aan alle manuaalwerken en het pedaal.

## Graven
De middeleeuwse zijkapellen deden na de reformatie voortaan dienst als plek waar belangrijke personen uit de Finse geschiedenis konden worden bijgezet. Voornamelijk bisschoppen en krijgsheren liggen hier begraven. Het bekendste grafmonument is dat van de Zweedse koningin Karin Månsdotter (1550–1612), de derde echtgenote van Erik XIV, die haar laatste levensjaren in Kangasala doorbracht en als enig lid van het koningshuis in Finland werd begraven.
Andere grafmonumenten zijn:
- Hemming (1290–1366, bisschop)
- Magnus II Tavast (1357–1452)
- Olavi Maununpoika (1405–1460, bisschop)
- Konrad Bitz († 1489, bisschop)
- Maunu Niilonpoika Särkilahti († 1500, bisschop)
- Isaacus Rothovius (1572–1652, bisschop)
- Johannes Gezelius de Oudere (1615–1690, bisschop)
- Johannes Gezelius de Jongere (1647–1718, bisschop)
- Knut Jönsson Posse († 1500, commandant van de burcht Vyborg)
- Torsten Stålhandske (1594–1644, generaal en bevelhebber van de Hakkapelieten)
- Åke Tott (1598–1640, generaal en veldmaarschalk)
- Evert Kustaanpoika Horn (1585–1615, veldmaarschalk en gouverneur van Narva).

Ook onder de vloer van de kerk werden mensen begraven. Er wordt geschat dat er nog ongeveer 4500 graven zijn. Het begraven van mensen in de kerk werd in 1784 verboden. Toen werden 91 familiegraven, die tot dan toe nog niet waren gebruikt, dichtgemetseld; acht daarvan werden later weer opengebroken.

## Museum
De kathedraal herbergt een museum in de zuidelijke galerij. De tentoongestelde voorwerpen werpen licht op de geschiedenis en het kerkelijk leven in en rond de kathedraal.
Beelden van heiligen en liturgisch vaatwerk uit de katholieke middeleeuwen kunnen worden bezichtigd. De periode na de reformatie wordt vertegenwoordigd door liturgisch textiel en hoogwaardig zilverwerk. Ook zijn er modellen van de kathedraal in verschillende periodes te zien.
Voor de openingstijden van het museum: zie de website van de kathedraal.